# Jardín de los Volcanes
Jardín de los Volcanes är en ort i Mexiko.   Den ligger i kommunen Zacapoaxtla och delstaten Puebla, i den sydöstra delen av landet, 170 km öster om huvudstaden Mexico City. Jardín de los Volcanes ligger 1 955 meter över havet och antalet invånare är 219.
Terrängen runt Jardín de los Volcanes är lite bergig. Runt Jardín de los Volcanes är det ganska tätbefolkat, med 129 invånare per kvadratkilometer. Närmaste större samhälle är Zaragoza, 9,3 km söder om Jardín de los Volcanes. I omgivningarna runt Jardín de los Volcanes växer huvudsakligen savannskog.